# St. James Infirmary
St. James Infirmary is een Amerikaans volksliedje van anonieme oorsprong. Soms wordt het toegeschreven aan songwriter Joe Primrose (een pseudoniem van Irving Mills). Louis Armstrong maakte het nummer populair met zijn opname uit 1928. 
De uitvaart van een jazzmusicus begint traditioneel met St. James Infirmary, gevolgd door een of meer toespraken, een solo of beroemd werk van de overleden artiest, nog een of meer toespraken en als laatste When the Saints Go Marching In.
St. James Infirmary (Blues) is gebaseerd op een 18e-eeuws traditioneel Engels volksliedje The Unfortunate Rake (ook bekend als The Unfortunate Lad of The Young Man Cut Down in His Prime). Er zijn tal van versies van het lied bekend in de Engelssprekende wereld. Het had ook invloed op het ontstaan van andere Amerikaanse standards zoals The Streets of Laredo. The Unfortunate Rake gaat over een zeeman die zijn geld verkwanselt aan prostituees en vervolgens overlijdt aan een geslachtsziekte. Ditzelfde thema wordt opgenomen door verschillende versies van het lied, vaak met een moraliserende strekking dat een jongeling zijn gezondheid en zijn leven verknoeit. In Amerika werden onder die verderfelijke zonden ook gokken en alcohol genoemd in de tekst. De vroegste versies werden door de radio geweigerd. Niettemin haalde het nummer later verschillende keren topnoteringen.
De titel is afgeleid van St. James Hospital in Londen, een religieuze stichting voor de behandeling van lepra. Ze werd gesloten in 1532, toen Hendrik VIII beslag legde op het land om er St. James's Palace op te laten bouwen.
De tekst gaat over een soldaat of zeeman die in het ziekenhuis het lijk van zijn vriendin heeft bezocht:
"She was stretched out on a long white table, so cold, and fine, and fair.
Let her go, let her go, God bless her, wherever she may be
She can search this world over, never find another man like me.
Louis Armstrong, die als eerste een opname maakte van het lied op 12 december 1928 in Chicago, vervolgt dan met:
When I die, I want you to dress me in straight-laced shoes
Box-back coat and a Stetson hat'
Put a twenty dollar gold piece on my watch chain,
So the boys will know that I died standin’ pat.

## Bekende vroege opnamen van het lied
- Louis Armstrong and his Savoy Ballroom Five (1929, #15)
- King Oliver and his Jazz Band (1930, #9, met Bubber Miley (trompet) en Frank Marvin (zang)
- Cab Calloway and his Orchestra (1931, #3)
- Artie Shaw and his Orchestra (1942, #18, met Hot Lips Page (trompet en zang), en  Ray Coniff (trombone)
- Josh White (1944, Vocals, Guitar – Josh White, Written-By – Don Redman)

## Andere opnamen
Heel wat orkesten en zangers namen St. James Infirmary op in hun repertoire, zodat het uitgroeide tot een echte "jazzstandard": de orkesten van Count Basie, Benny Goodman en Stan Kenton, vocalisten Billie Holiday, Bing Crosby en (de Frans-Amerikaanse) Joe Dassin, organist Jimmy Smith, klarinettist Sidney Bechet, organist Graham Bond, violist Stuff Smith, saxofonist Ben Webster, trombonist/zanger Jack Teagarden, gitarist Marc Ribot, en drummers Les McCann en Han Bennink; pianisten Mary Lou Williams, Red Garland, Hank Jones en Steve Allen. Bob Mintzer nam het met een kwartet op in 2002, de Marsalis-broers in 2003 met Harry Connick, Jr. op hun cd en dvd; vocalisten Nancy Koning en Diana Krall namen het respectievelijk in 2002 en 2006 op. Memorabel is de opname van Hugh Laurie uit 2012.
In Nederland is St. James Infirmary in 1964 op de plaat gezet door de Amsterdamse popgroep Johnny Kendall & the Heralds. In 2012 is het nummer ook verschenen op het debuutalbum van de jazzformatie De Deeldeliers, een samenwerking tussen Bas van Lier en Jules Deelder, die met bevriende artiesten is opgenomen.
Ook The White Stripes brachten een versie uit, deze werd gebruikt in de historische misdaadserie Peaky Blinders.